# Людина, що знала надто багато (фільм, 1934)
«Людина, що знала надто багато» (англ. The Man Who Knew Too Much) — британський кінофільм режисера Альфреда Гічкока, що вийшов на екрани в 1934 році. Фільм знятий за оповіданням Чарльза Беннетта і Віндхема Левіса. Гічкок в 1956 році зняв ремейк фільму з однойменною назвою, в якому був трохи змінений сюжет і дія була перенесена в Марокко.

## Сюжет
Туристи Боб і Джилл Ловренс разом зі своєю дочкою Бетті приїжджають в Швейцарські Альпи, щоб провести відпустку зі своїм близьким другом Луї Бернаром. Під час вечірки останній гине від кулі вбивці, але перед смертю відкриває Джилл інформацію про шпигунську змову. Однак Лоуренси не можуть повідомити про це представникам влади, оскільки змовники викрадають Бетті. Тепер Боб і Джилл повинні самостійно розплутати цю справу…

## У ролях
- Леслі Бенкс — Боб Ловренс
- Една Бест — Джилл Ловренс
- Пітер Лорре — Ебботт
- Френк Воспер — Рамон
- Г'ю Вейкфілд — Клайв
- Нова Пілбім — Бетті Ловренс
- П'єр Фресне — Луї Бернар
- Сіслі Оутс — сестра Агнес
- Д. А. Кларк Сміт — інспектор Бінстед
- Джордж Курцон — Гібсон

## Знімальна група
- Режисер — Альфред Гічкок
- Продюсер — Майкл Белкон
- Сценарист — Едвін Грінвуд і А. Р. Равлінсон
- Оператор — Курт Курант
- Композитор — Артур Бенджамін

## Цікаві факти
- Павільйонні зйомки робились в студії Lime Grove.
- У цьому фільмі немає камео Альфреда Хічкока, що незвично для режисера.